# Донат Ернест Федорович
Ернест Федорович Донат (22 квітня 1859 — 30 вересня 1937) — інженер цукрової промисловості.

## Біографія
Народився 22 квітня 1859 року. З 1893 року одружений з дочкою генерал-майора Наталією де Вітт.
В 1894 році запрошений графом Бобринським працювати директором цукрового заводу в Смілу, де був до 1919 року. Вперше в Російській імперії електрифікував цукровий завод. 35 років працював директором на цукроварних заводах. З 1928 року жив в Києві — референт Інституту цукру. Володів 7 мовами, перекладав літературу. Був чудовим піаністом, якого в Петербурзі опікував П. Чайковський.
Помер 30 вересня 1937 року. Похований в Києві на Лук'янівському цвинтарі (ділянка № 36).